# 罗叔章

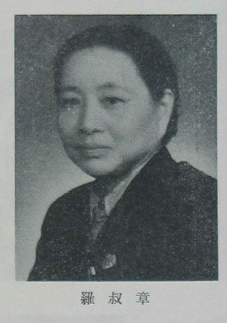

罗叔章（1899年12月21日—1992年1月30日），女，湖南岳阳人，中国近代政治人物。

## 生平
罗叔章早年曾先后就读于岳阳洞庭女校、湖南省立第一女子师范学校。毕业后，于1919年任教于安徽滁县县立女子学校，期间曾在国立东南大学进修。1923年在黄炎培介绍下前往荷属东印度，在婆罗洲中华学校任教。1928年回国后考入暨南大学，先后攻读教育与政治经济专业，1932年毕业。1934年她秘密加入中国共产党。次年当选上海妇女界救国联合会理事。抗日战争爆发后，她在上海创办了中华女子初级职业学校。1938年全国妇女指导委员会成立后，负责文化事业组并分管妇女文化教育。1942年她创办了重庆制药厂并出任经理，该药厂与共产党关系密切。1945年她参与发起成立中国民主建国会。中华人民共和国成立后，出任中央人民政府办公厅副主任。其后又历任中央劳动部副部长、食品工业部副部长、轻工业部副部长等职。另外，她还曾任全国工商联副主席，第一、二届全国人大代表，第三至六届全国人大常委，民建中央第一至四届常委。文化大革命期间她受到极大冲击，1978年十一届三中全会后中央公开了她的中共党员身份。1992年在北京逝世。